# Централни хиповентилациони синдром
Централни хиповентилациони синдром (ЦХС) је поремећај дисања везан за спавање који узрокује неефикасно дисање, апнеја или респираторни застој током спавања (и током будног стања у тешким случајевима). ЦХС може бити урођен (УЦХС, некада позната и као Ондинова клетва) или стечен (СЦХС) касније у животу (која се може развити као резултат тешке повреде или трауме мозга или можданог стабла.
Стање може бити фатално ако се не лечи правовремено и адекватно. 
Урођени (конгенитални) случајеви су веома ретки и укључују неуспех аутономне контроле дисања. У 2006. години било је само око 200 познатих случајева широм света, а од 2008. било је познато укупно само 1000 случајева.
Дијагноза може бити одложена због варијација у тежини манифестација или недостатка свести у медицинској заједници, посебно у блажим случајевима. Међутим, пошто је било случајева да су и чланови асимптоматских породица имали СЦХС, могуће је да ове бројке одражавају само оне за које је утврђено да захтевају механичку вентилацију. У свим случајевима, епизоде апнеје се јављају у сну, али код неколико пацијената, на најтежем крају спектра, апнеја се јавља и док су будни.
Особе са овом болешћу су веома осетљиви чак и на мале дозе седатива или наркотика. Ови лекови могу знатно погоршати њихов проблем са дисањем.
Иако ретки, пријављени су случајеви дуготрајно нелеченог СЦХС и називају се СЦХС са касним почетком (ЛО-СЦХС). Било је, међутим, чак и случајева ЛО-СЦХС где су чланови породице за које је утврђено да га имају асимптоматски, због, недостатак свести у медицинској заједници могли изазвати такво кашњење. Није познато да пол или раса утичу на осетљивост на СЦХС.

## Клиничка слика
ЦХС је повезан са респираторним застојима током спавања и, у неким случајевима, неуробластомом (тумором симпатичких ганглија), Хиршпурковом болешћу (делимична агенеза ентеричког нервног система), дисфагијом (отежано гутање) и аномалијама зенице. Остали симптоми укључују:
- плавичасту боју коже због неадекватне количине кисеоника,

- поспаност,

- умор,

- јутарње главобоље
- отицање чланака

- немогућност спавања ноћу,  праћеног чесзим буђењем

Пацијенти са ЦХС такође имају осетљивост на седативе и наркотике, што додатно отежава дисање. Ниска концентрација кисеоника у црвеним крвним зрнцима такође може да изазове плућну вазоконстрикцију изазвану хипоксијом и плућну хипертензију, која кулминира плућно срце или инсуфицијенцију десне стране срца.
Повезане компликације такође могу укључивати гастроезофагеални рефлукс, офталмолошке проблеме, нападе, рекурентну пнеумонију, кашњење у развоју, сметње у учењу, епизоде несвестице и нерегулацију температуре.
Симптоми се обично погоршавају током спавања. Епизоде заустављеног дисања (апнеја) се често јављају током спавања. Често нема кратког даха током дана.